# 通勤電車 (台湾)

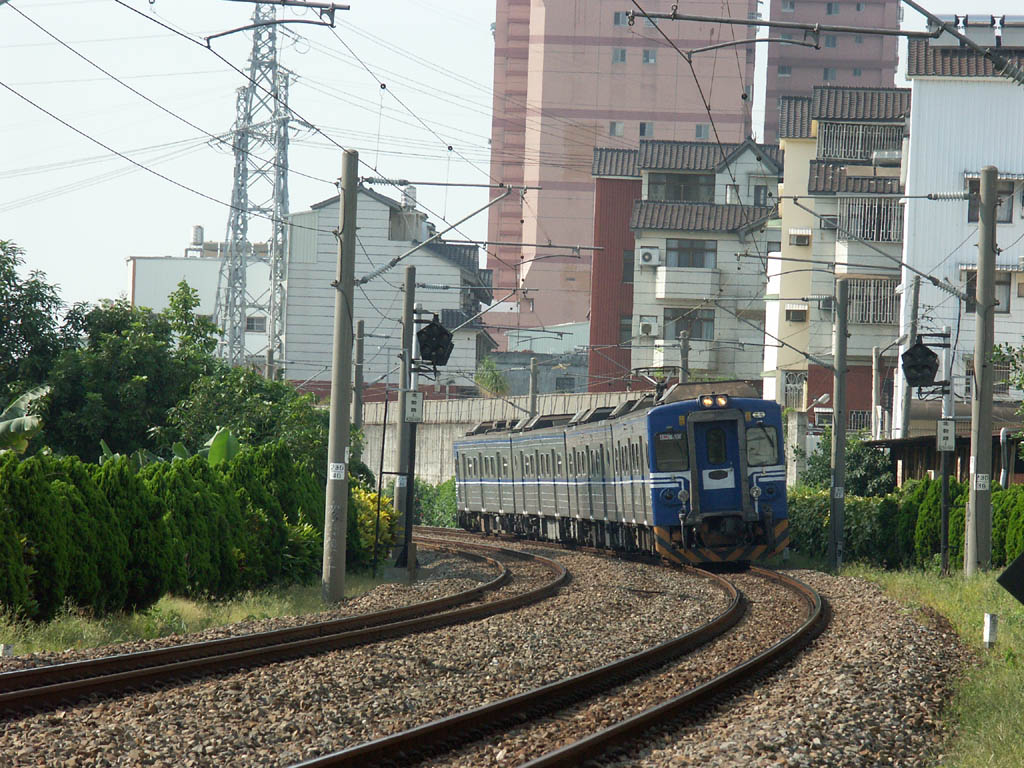
台湾の通勤電車(EMU500)

通勤電車（つうきんでんしゃ）は、中華民国（台湾）の台湾鉄路管理局 (台鉄)がかつて運行していた列車種別。1990年11月10日に台湾初の通勤電車（電車とも）として導入され、2006年11月1日に区間車へと改称されて消滅した。

## 概要

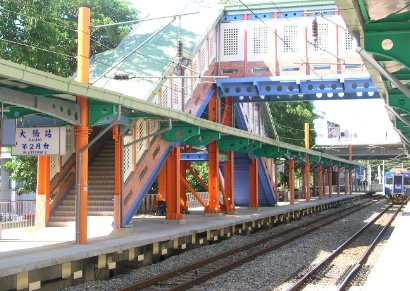
台鉄捷運化で新設の大橋駅。主に通勤電車が停車する。

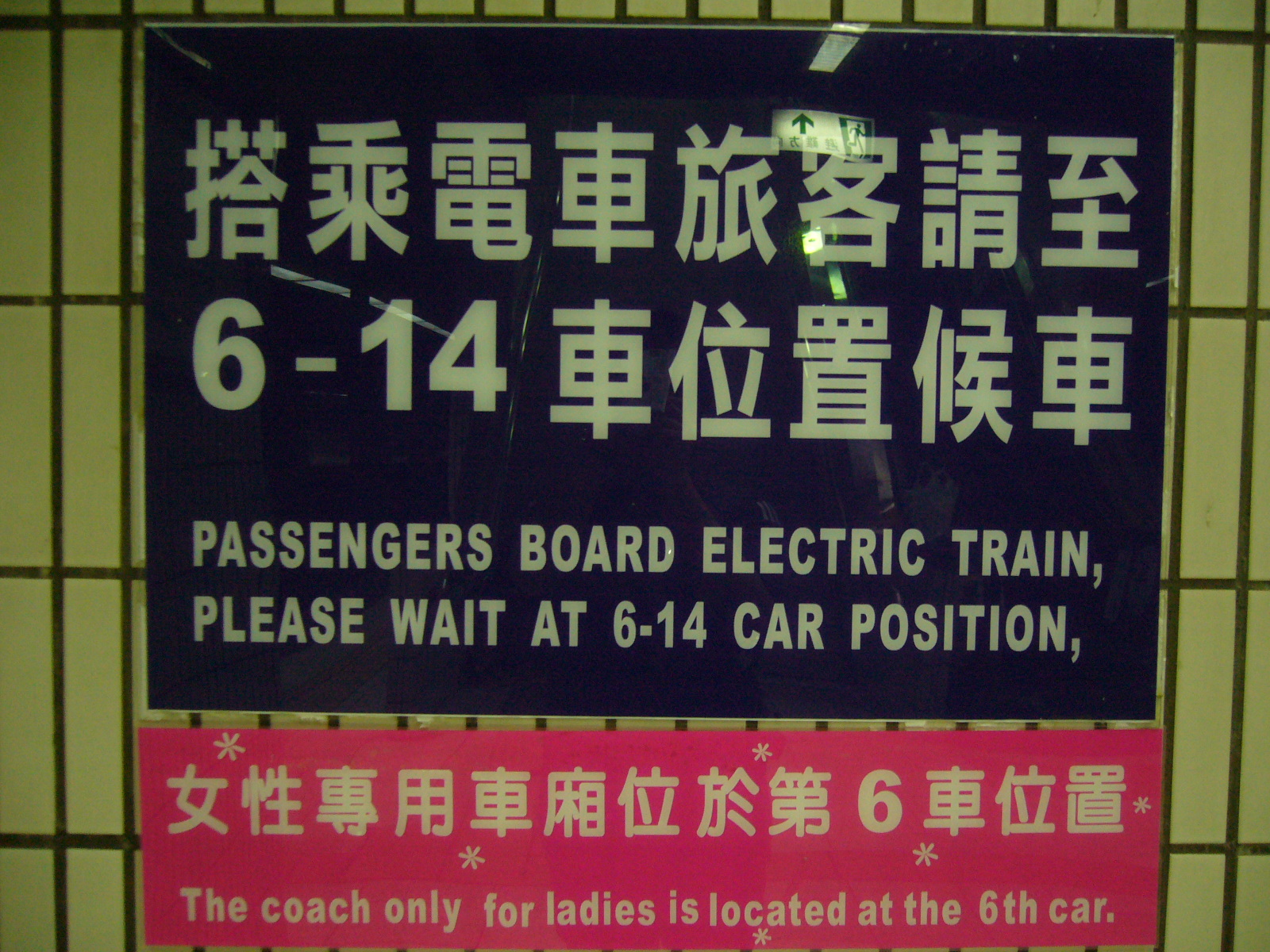
通勤電車の女性専用車両の案内

通勤電車は通勤通学のために設計された、電気駆動の旅客列車である。多くの乗客数が短時間で乗降可能な車両設計を考慮し、ドアを多く設置すると同時に座席を減らし立席を増加させることで、輸送量を強化している。
加減速性能が優れていること、ドアが多いこと、座席が少なく立ち席が多いこと、それにより輸送容量が大きいことが特徴である。

### 沿革
1990年11月10日に初めて台鉄に導入されたEMU400型車両により、基隆〜新竹間で運行されていた旧型客車による普通・平快車が置換された。最大の特徴は大き目のドアを多数配置したことであり、乗降時間の大幅な短縮を実現し、通勤旅客の利便性を図っていることになる。更に空調設備が完備されると同時に高速化も行われ、所要時間の短縮を実現し市民から高く評価された。
1995年に810両の新型車両を導入する際に、EMU500型車両を344両購入することを決定、西部幹線では大量の旧型普通車の更新が行われた。2001年には宜蘭線、北廻線の電化事業に際してEMU600型電車56両が導入されている。
台鉄捷運化の中で、捷運システムに倣い新駅、新路線を設置するに当たり通勤電車を購入し、新顧客層の開発の計画があるが、通勤電車の数量は依然として不足している観がある。2005年3月、台湾車輌が製造する新型通勤電車160両を購入、EMU700型として2007年より順次納入されている。

### 運行
後述のEMU900型を除いて車両4両を基本編成とし、実際の輸送量により2〜3編成を連結して最大12両で運行されている。台湾北部及び南部の通勤区間では2組編成が主流であり、中部及び宜蘭、花蓮では1組編成が基本となっている。
運行方式は各駅停車であるが、台鉄は連休期間に特急の乗車混雑を解消するため、通勤型電車で區間快車(臨時区間快)を運行するケースもある。快速電車の運行パターンは特急自強号とほぼ同じだが、全車自由席で運賃は区間車と同じため人気が高い。特急列車は事故や故障が発生する場合に振り替え運転を行うこともある。
通勤電車の運賃は復興号レベルで、1キロ毎ごとに1.46元である。座席はロングシート（EMU700はセミクロスシート）で、車椅子用スペースがあり（EMU400除く）、片側2ドア－3ドアが設置される。

## 女性専用車両
2006年6月1日から、台鉄は女性専用車両の運行を行っていたが、これはお願いのかたちで乗客の協力を求めるもので、処罰を伴うものではない。事前周知不足もあり充分な効果が得られず、女性専用車両を疑問視する市民の意見もある。半年の試験運行を完了した後は実施されていない。
その後、早朝夜間女性優先車両、との張り紙が一部車両に掲出され、現在まで継続されているが、あまり定着していない。

## 車両

### EMU400
- 両数：12編成48両

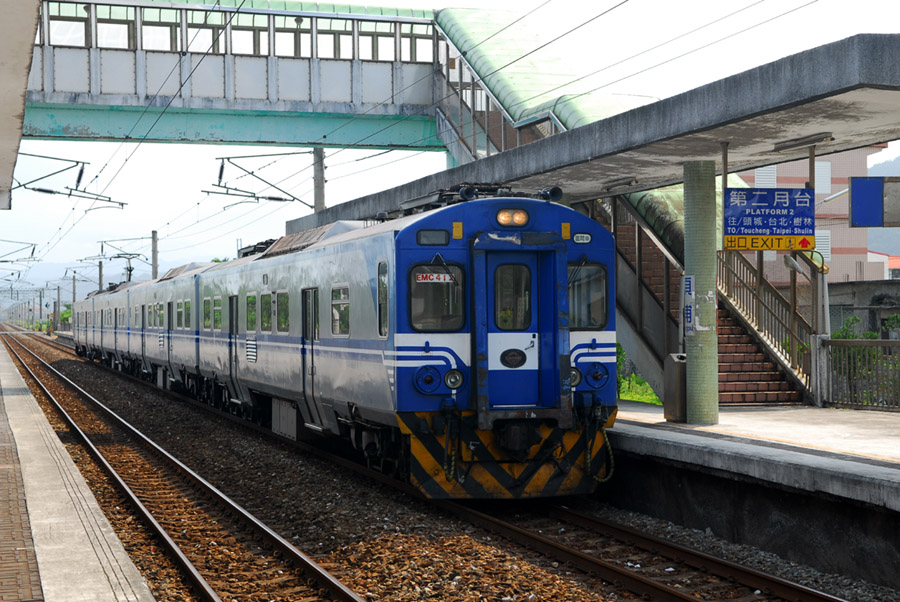
EMU400型電車

- 製造元：南アフリカ・UCW社（Union Carriage & Wagon Company）
- 電動機：ゼネラル・エレクトリック・カンパニー（GEC）
- 編成：4両編成（EMC-ET-EP-EM[注釈 2]。最大で3編成12両で併結運転できる）
- 最高速度：110km/h
- 製造年：1990年

### EMU500
- 両数：86編成344両

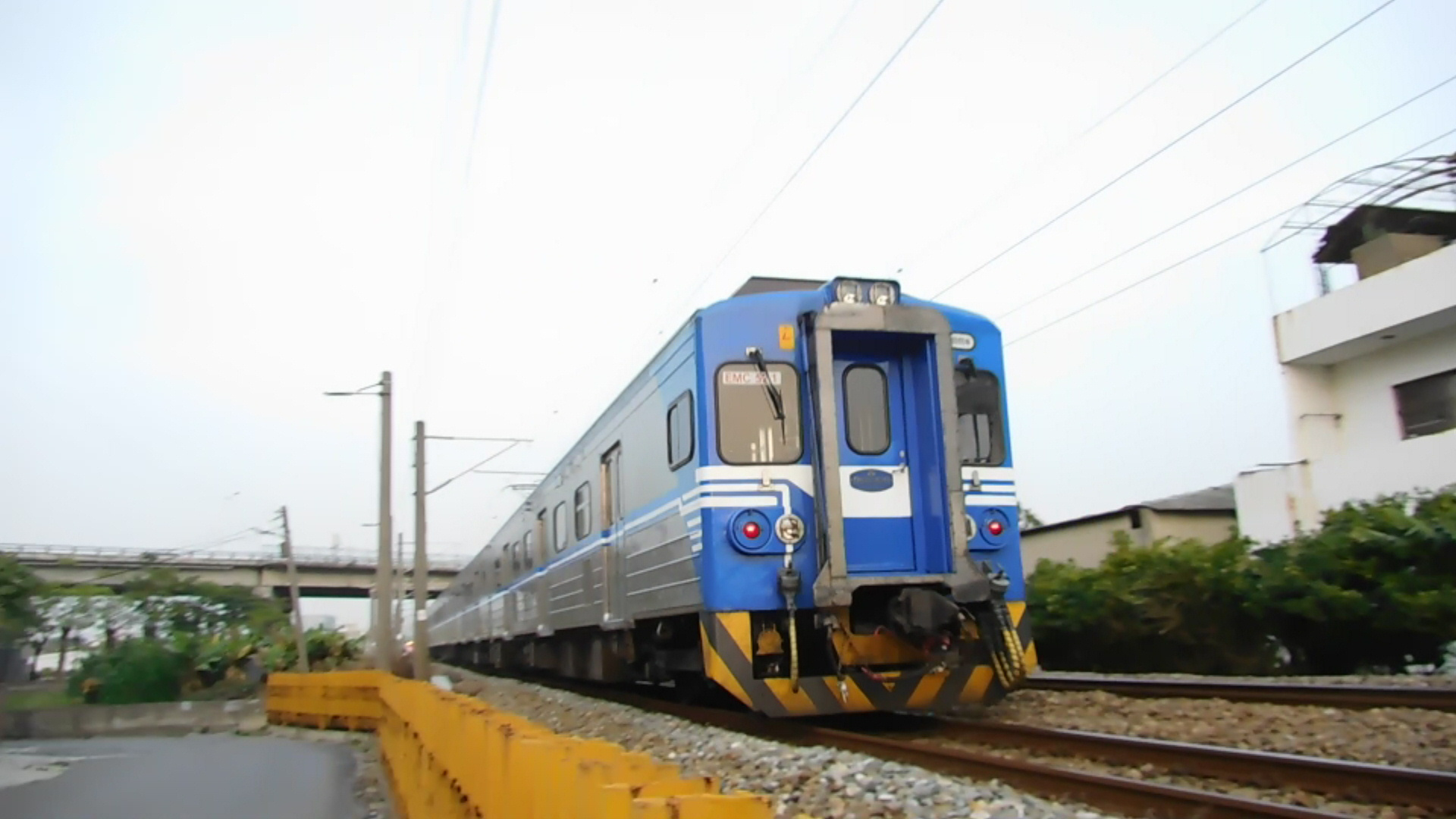
EMU500型電車

- 製造元：韓国・大宇重工（DAEWOO Heavy Industries）
- 電動機：シーメンス社（SIEMENS AG VT。製造時）
- 台車: アドトランツ
- 編成：4両編成（EMC-EP-ET-EM[注釈 2]、最大で4編成16両で併結運転できる）
- 最高速度：110km/h
- 製造年：1995〜1997年

### EMU600
- 両数：14編成56両

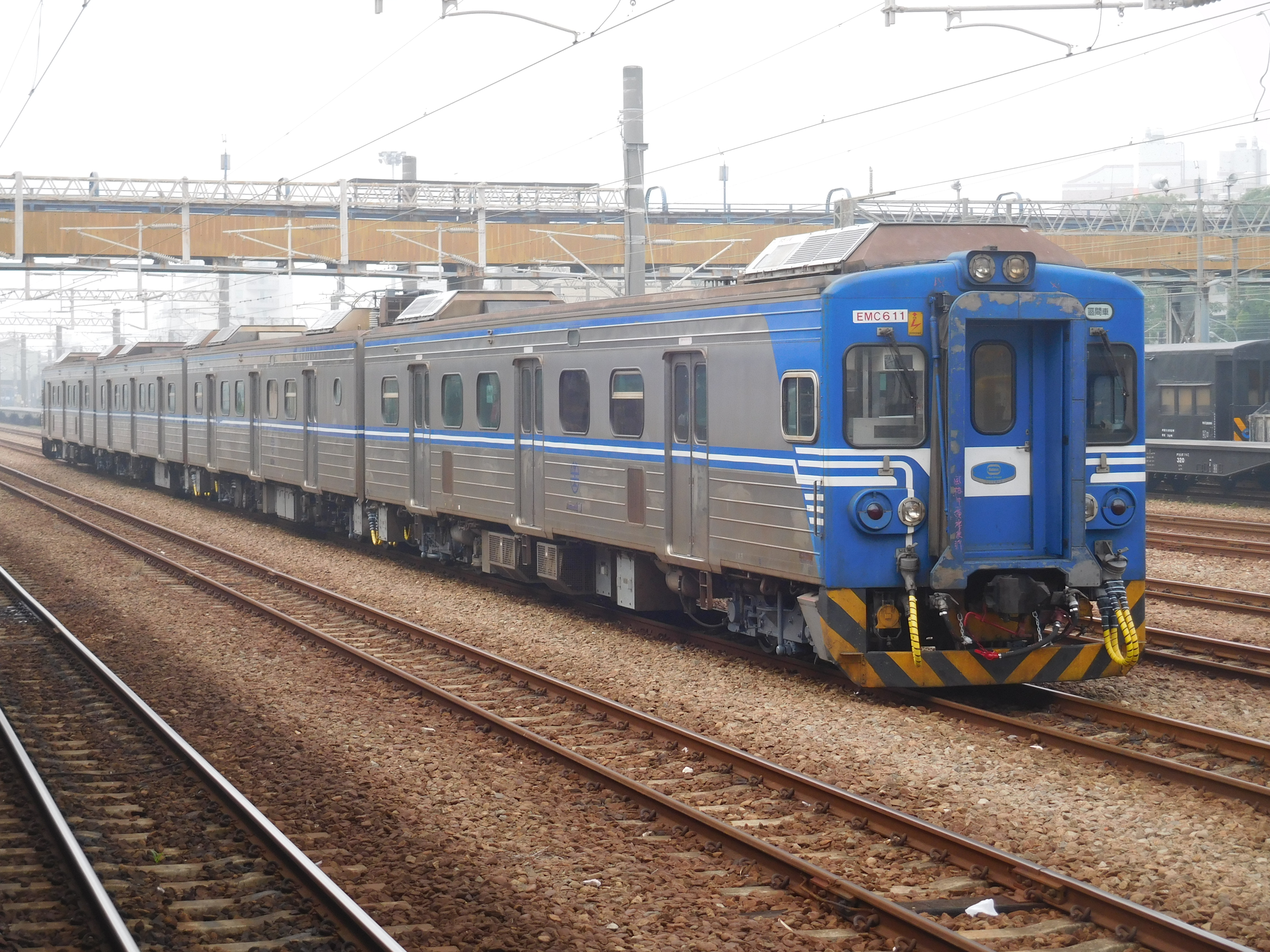
EMU600型電車

- 製造元：韓国・ロテム社（ROTEM Company）[注釈 3]
- 電動機：東芝（TOSHIBA Corporation）
- 台車:フランス・アルストム社
- 編成：4両編成（EMC-EP-ET-EM[注釈 2]、最大で4編成16両で併結運転できる）
- 最高速度：110km/h
- 製造年：2001〜2002年

### EMU700
- 両数：20編成160両
- 製造元：日本車両と台湾車輌

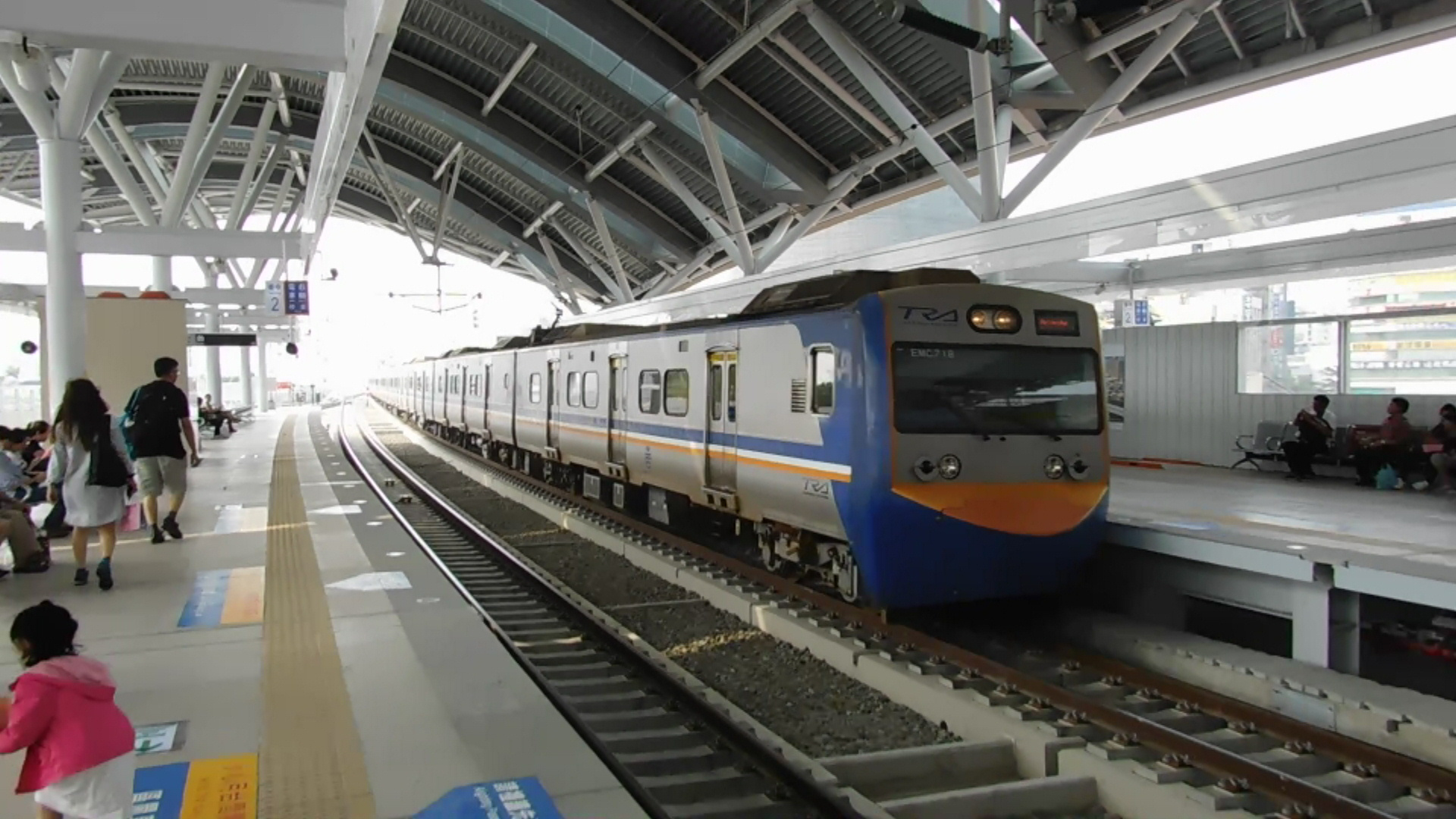
EMU700型電車

- 電動機系列：東芝（TOSHIBA Corporation）
- 台車:アドトランツ
- 編成：8両編成（EMC-EP-ET-EM-EM-ET-EP-EMC[注釈 2]）、営業運転には2組で併結運転を行う。
- 最高速度：110km/h
- 製造年：2006〜2007年

### 註釈
1. ↑  その後2010年に列車内での性犯罪発生を受けて復活した[7]。
2. 1 2 3 4  通勤電車の編成で、EMCは制御電動車(車掌室付き)、ETは付随車、EPは電動車、EMは制御電動車
3. ↑  入札当時は大宇重工、現代精工および韓進重工3社の鉄道部門が統合されKOROS社（Korea Rolling Stock Company）として参加し、受注。その後ロテムへと改名している。